# Marc Jackson
Marc Anthony Jackson (Filadelfia, 16 gennaio 1975) è un ex cestista statunitense, professionista nella NBA e in Europa.

## Carriera
È stato selezionato dai Golden State Warriors al secondo giro del Draft NBA 1997 (37ª scelta assoluta).

## Statistiche

### College
| Anno      | Squadra     | PG | PT | MP   | TC%  | 3P%  | TL%  | RP  | AP  | PRP | SP  | PP   |
| --------- | ----------- | -- | -- | ---- | ---- | ---- | ---- | --- | --- | --- | --- | ---- |
| 1993-1994 | VCU Rams    | 22 | 0  | 12,6 | 44,2 | -    | 57,1 | 3,0 | 0,4 | 0,2 | 0,6 | 2,6  |
| 1995-1996 | Temple Owls | 32 | -  | 34,9 | 47,7 | 50,0 | 66,8 | 9,0 | 0,8 | 0,4 | 0,2 | 15,7 |
| 1996-1997 | Temple Owls | 31 | 31 | 38,7 | 47,8 | 33,3 | 76,7 | 9,0 | 1,2 | 0,9 | 0,7 | 16,1 |
| Carriera  | Carriera    | 85 | 31 | 30,5 | 47,5 | 40,0 | 70,9 | 7,4 | 0,8 | 0,6 | 0,5 | 12,5 |

### NBA

#### Regular Season
| Anno      | Squadra            | PG  | PT  | MP   | TC%  | 3P%  | TL%  | RP  | AP  | PRP | SP  | PP   |
| --------- | ------------------ | --- | --- | ---- | ---- | ---- | ---- | --- | --- | --- | --- | ---- |
| 2000-2001 | G.S. Warriors      | 48  | 35  | 29,4 | 46,7 | 21,7 | 80,2 | 7,5 | 1,2 | 0,7 | 0,6 | 13,2 |
| 2001-2002 | G.S. Warriors      | 17  | 0   | 9,9  | 33,8 | -    | 83,3 | 2,5 | 0,4 | 0,3 | 0,2 | 4,9  |
| 2001-2002 | Minnesota T'wolves | 22  | 0   | 14,8 | 38,4 | 0,0  | 81,3 | 3,9 | 0,3 | 0,3 | 0,1 | 4,6  |
| 2002-2003 | Minnesota T'wolves | 77  | 0   | 13,5 | 43,8 | 100  | 76,5 | 2,9 | 0,5 | 0,3 | 0,4 | 5,5  |
| 2003-2004 | Philadelphia 76ers | 22  | 13  | 27,2 | 41,5 | 0,0  | 79,0 | 5,7 | 0,8 | 0,5 | 0,3 | 9,4  |
| 2004-2005 | Philadelphia 76ers | 81  | 23  | 24,4 | 46,5 | 0,0  | 82,8 | 5,0 | 1,0 | 0,4 | 0,2 | 12,0 |
| 2005-2006 | N.J. Nets          | 37  | 0   | 11,7 | 44,6 | -    | 79,2 | 2,4 | 0,6 | 0,1 | 0,2 | 4,6  |
| 2005-2006 | N.O. Hornets       | 27  | 10  | 22,0 | 48,9 | 50,0 | 82,4 | 4,7 | 0,8 | 0,3 | 0,1 | 9,1  |
| 2006-2007 | N.O. Hornets       | 56  | 25  | 18,3 | 41,0 | 0,0  | 87,4 | 3,4 | 1,0 | 0,4 | 0,1 | 7,3  |
| Carriera  | Carriera           | 387 | 106 | 19,6 | 44,6 | 22,6 | 81,4 | 4,3 | 0,8 | 0,4 | 0,3 | 8,4  |

#### Playoffs
| Anno     | Squadra            | PG | PT | MP   | TC%  | 3P% | TL%  | RP  | AP  | PRP | SP  | PP  |
| -------- | ------------------ | -- | -- | ---- | ---- | --- | ---- | --- | --- | --- | --- | --- |
| 2002     | Minnesota T'wolves | 1  | 0  | 1,0  | -    | -   | -    | 0,0 | 0,0 | 0,0 | 0,0 | 0,0 |
| 2003     | Minnesota T'wolves | 6  | 0  | 18,3 | 53,1 | 0,0 | 84,2 | 5,5 | 1,3 | 0,3 | 0,2 | 8,3 |
| 2005     | Philadelphia 76ers | 5  | 0  | 13,0 | 25,0 | -   | 63,6 | 1,6 | 0,0 | 0,4 | 0,4 | 3,4 |
| Carriera | Carriera           | 12 | 0  | 14,7 | 42,3 | 0,0 | 76,7 | 3,4 | 0,7 | 0,3 | 0,3 | 5,6 |

## Palmarès

### Squadra
- Coppa di Russia: 1

UNICS Kazan': 2008-09

### Individuale
- NBA All-Rookie First Team (2001)